# Friedhofstrudeln

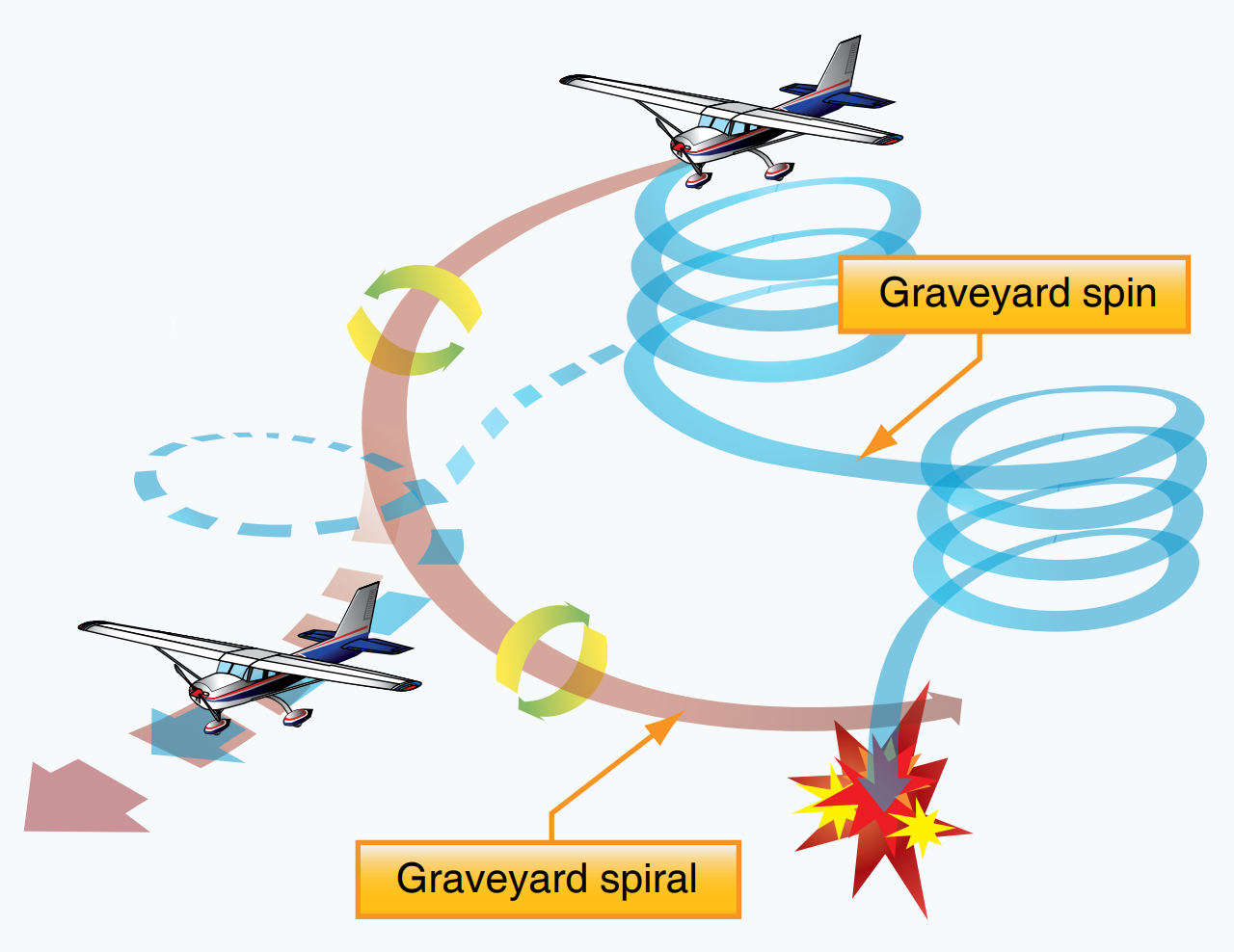
Friedhofsspirale (graubraun)
Friedhofstrudeln (hellblau)

Mit dem Friedhofstrudeln (Graveyard Spin) bezeichnet man in der Fliegerei das unwillentliche Fortsetzen eines Trudelmanövers (im Bild rechts hellblau dargestellt). Es kann auftreten, wenn der Pilot in diesem Flugzustand keine ausreichende visuelle Referenz zum Horizont hat und deswegen die mit dem Trudeln verbundene Drehbewegung falsch einschätzt. Die wesentliche Ursache dafür ist die Funktionsweise der Bogengänge des menschlichen Gleichgewichtssinns bei der Wahrnehmung von Drehbewegungen, siehe hierzu auch die Erklärung zur Coriolis-Illusion.
Davon zu unterscheiden ist die Friedhofsspirale (Graveyard Spiral), sie besteht aus einer langsamen Drehung, die – auch hier ohne ausreichende visuelle Referenz – durch die Bogengänge nicht wahrgenommen wird (im Bild rechts graubraun dargestellt). Im Verlauf einer Friedhofsspirale ist der Wahrnehmungssinn für Eigenbewegungen des Körpers (Propriozeption) bedeutsam.

## Charakteristika des Friedhoftrudelns
- FlachtrudelnTrudelmanöver

Flachtrudeln

- Es fehlt die visuelle Referenz,  d. h. beim Blick nach draußen sieht der Pilot keinen Horizont. In der Fliegerei spricht man von IMC Bedingungen (z. B. Flug in den Wolken, Nachtflug etc.)
- Unzureichende Instrumente oder mangelnde Erfahrung bei der Interpretation der Instrumentenanzeige (hier: Wendezeiger, Kurskreisel, künstlicher Horizont etc.)
- Beurteilung der Flugzeugbewegung ohne visuelle Referenz auf Grund der verbleibenden Sinneseindrücke, vor allem des Gleichgewichtssinns.

## Erklärung
Das Trudeln ist ein stabiler Flugzustand, in dem sich das Flugzeug eng um seine Hochachse dreht, bei mehr oder weniger starker Abwärtsbewegung (Flach- bzw. Steiltrudeln). Dabei erfährt nur der nach außen gerichtete Flügel Auftrieb, während die Strömung um den nach innen gerichteten Flügel abgebrochen ist. Die Bewegung ähnelt der trudelnden Kreisbewegung von asymmetrischen Piniensamen oder Ahornsamen.

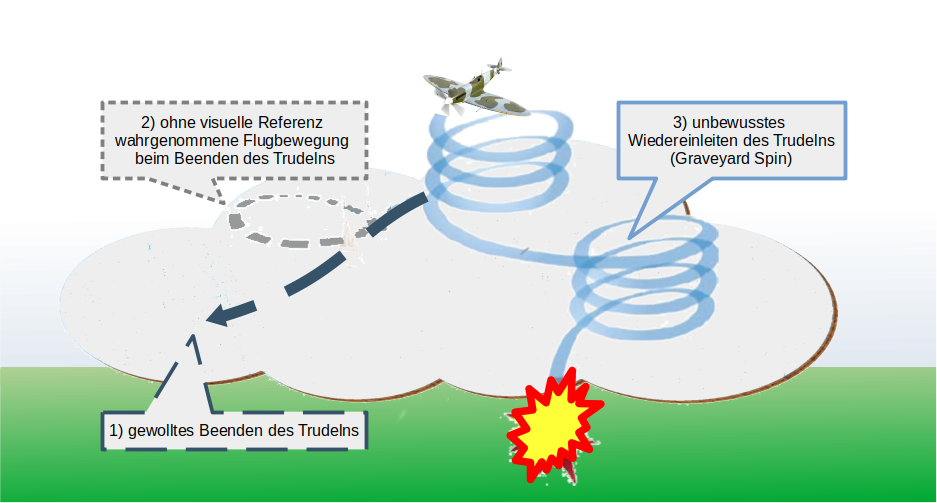
Skizze zur Erläuterung des Zustandekommens eines „Graveyard Spin“

Ohne visuelle Referenz wird die Wahrnehmung einer konstanten Drehbewegung (wie beim Trudeln) relativ schnell schwächer und verschwindet nach ca. 30 Sekunden. Dies erklärt sich aus der Funktionsweise der Bogengänge des Gleichgewichtssinns.
Versucht der Pilot die Trudelbewegung zu beenden und wieder in den Geradeausflug zu wechseln, vermittelt der Gleichgewichtssinn – ohne korrigierende visuelle Referenz – den Eindruck einer Drehbewegung in die entgegengesetzte Richtung. Die Zusammenhänge sind hier dieselben wie bei der Coriolis-Illusion. Als Konsequenz wird der Pilot gegensteuern und unbewusst wieder die ursprüngliche Trudelbewegung einleiten.

## Bedeutung

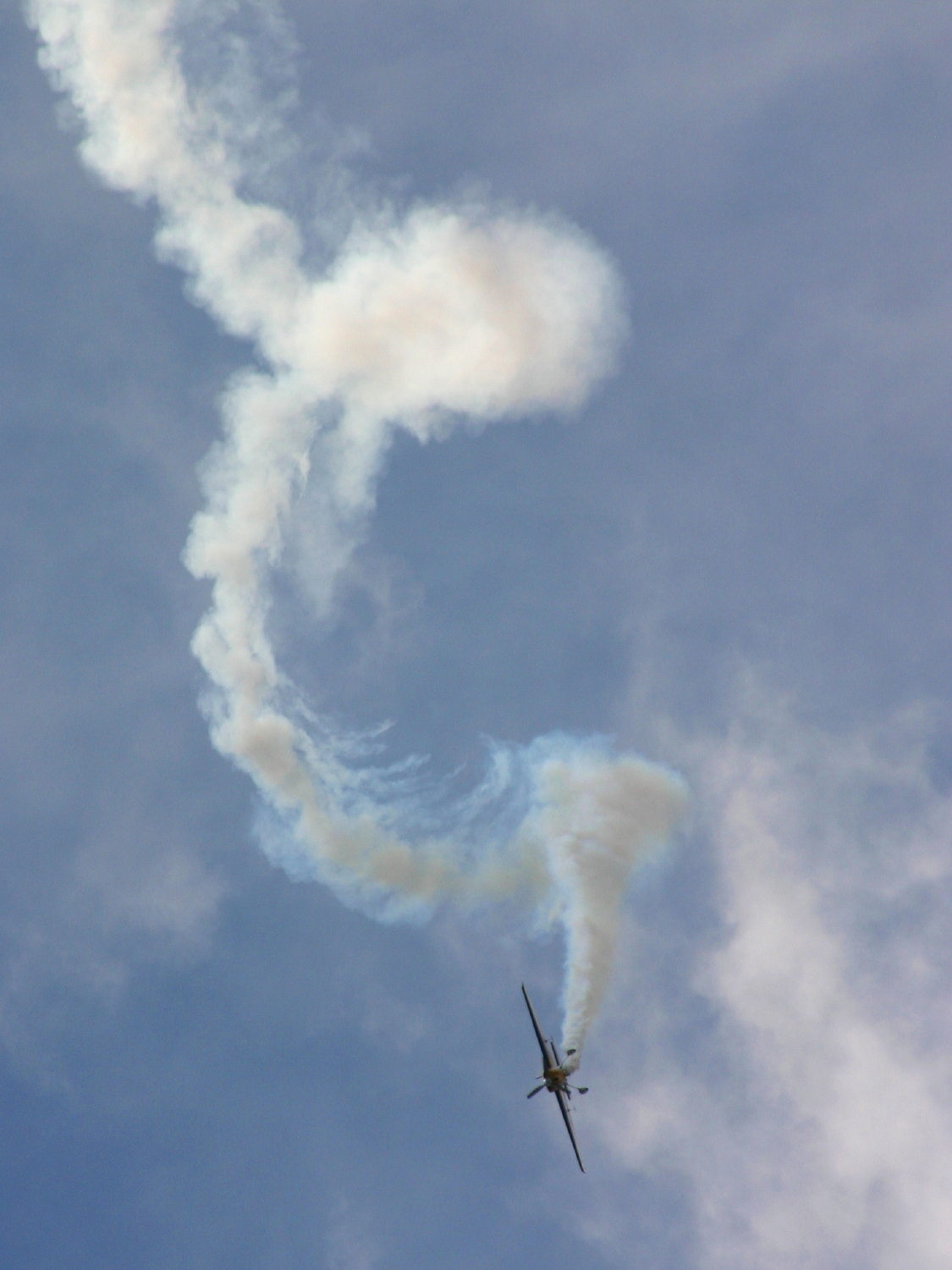
Steiltrudeln im Rahmen einer Kunstflugvorführung

Das Friedhofstrudeln steht vermutlich im Zusammenhang mit der Jagdfliegerei, denn ein Trudelmanöver kann auch als Fluchtmanöver im Luftkampf eingesetzt werden, wie ein Lehrfilm des Reichsluftfahrtministeriums (RLM) demonstriert. Dabei kann man naturgemäß nicht immer auf ausreichende Sichtflugbedingungen achten. Wenn also ein Pilot sich durch ein Trudelmanöver erfolgreich einem Luftkampf entzogen hatte, mit der Trudelbewegung aber in eine Wolkenschicht eintauchte die bis nah an den Boden reichte, bestand die Gefahr, dass der Pilot das Trudeln nicht erfolgreich beenden konnte.

In der normalen Fliegerei versucht man dagegen, ein mögliches Trudeln zu vermeiden, indem man stets mit ausreichender Geschwindigkeit fliegt.

Von Bedeutung ist das Trudeln nur beim Kunstflug, allerdings nur unter guten Sichtbedingungen, denn der Pilot will mit seinem Flugzeug gesehen werden.